# Mbombo'o
Mbombo'o ou Mbombo est un village de la Région du Littoral au Cameroun, situé dans la commune de Bonaléa

## Population et développement
En 1967, la population de Mbombo'o était de 48 habitants, essentiellement des Bankon (Abo). Elle était de 21 habitants dont 10 hommes et 11 femmes, lors du recensement de 2005.